# Інститут гравітаційної фізики Макса Планка
Інститут гравітаційної фізики Макса Планка (Інститут Альберта Ейнштейна) — науковий інститут Товариства імені Макса Планка, який фокусується на дослідженні загальної теорії відносності Ейнштейна, пов'язаної з нею математики, квантової гравітації, астрофізичних проявів теорії відносності та гравітаційно-хвильової астрономії. Інститут був заснований у 1995 році. Він розташований у Потсдамському науковому парку в Потсдамі та в Ганновері, де він тісно співпрацює з Ганноверським університетом Горфріда Лейбніца. І Потсдамська, і Ганноверська частини інституту організовані в три дослідницькі відділи та приймають ряд незалежних дослідницьких груп.
Інститут проводить фундаментальні дослідження в галузі математики, аналізу даних, астрофізики та теоретичної фізики, лазерної фізики, вакуумної техніки, віброізоляції, класичної та квантової оптики.
Коли LIGO Scientific Collaboration здійснила перше виявлення гравітаційних хвиль, дослідники інституту були залучені до моделювання, детектування й аналізу сигналів. Інститут бере участь у низці проєктів: він є основним партнером у детекторі гравітаційних хвиль GEO600, науковці інституту розробляють детектори та аналізують дані проєктів LIGO, Virgo та KAGRA, відіграють провідну роль у плануванні та підготовці космічного детектора LISA (запланована дата запуску — 2034 рік) і беруть участь у нових наземних детекторів гравітаційних хвиль (Телескоп Ейнштейна, Cosmic Explorer). Інститут є головним організатором проєктів Einstein@Home та PyCBC.

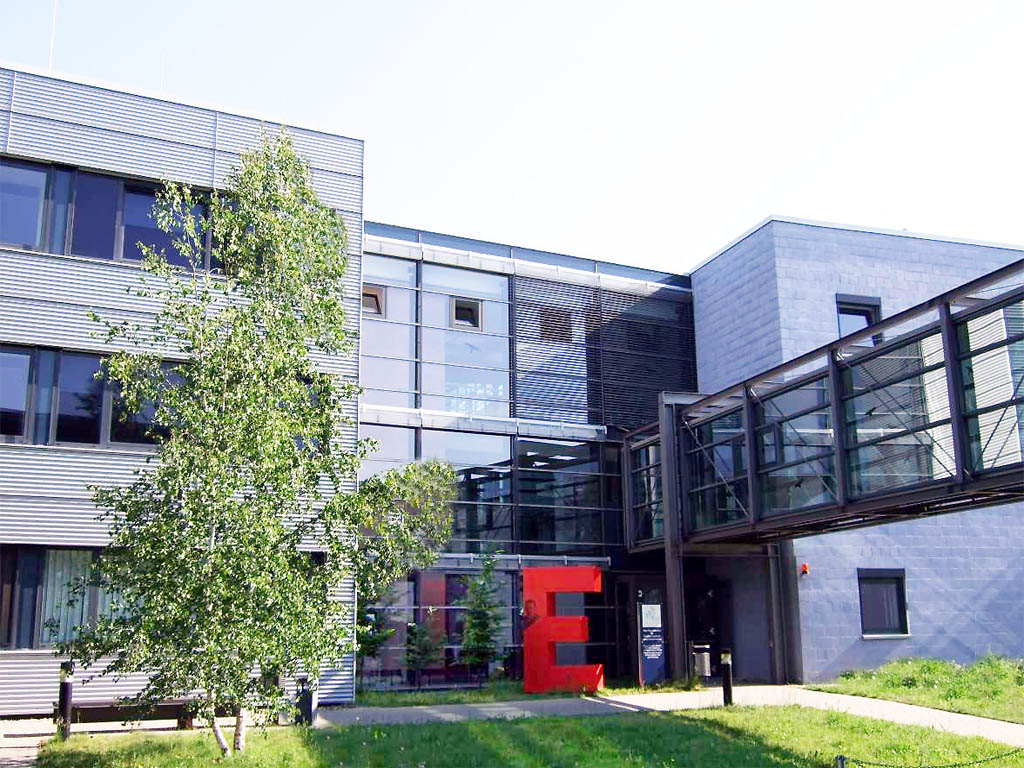
Інститут гравітаційної фізики Макса Планка в Потсдамі.

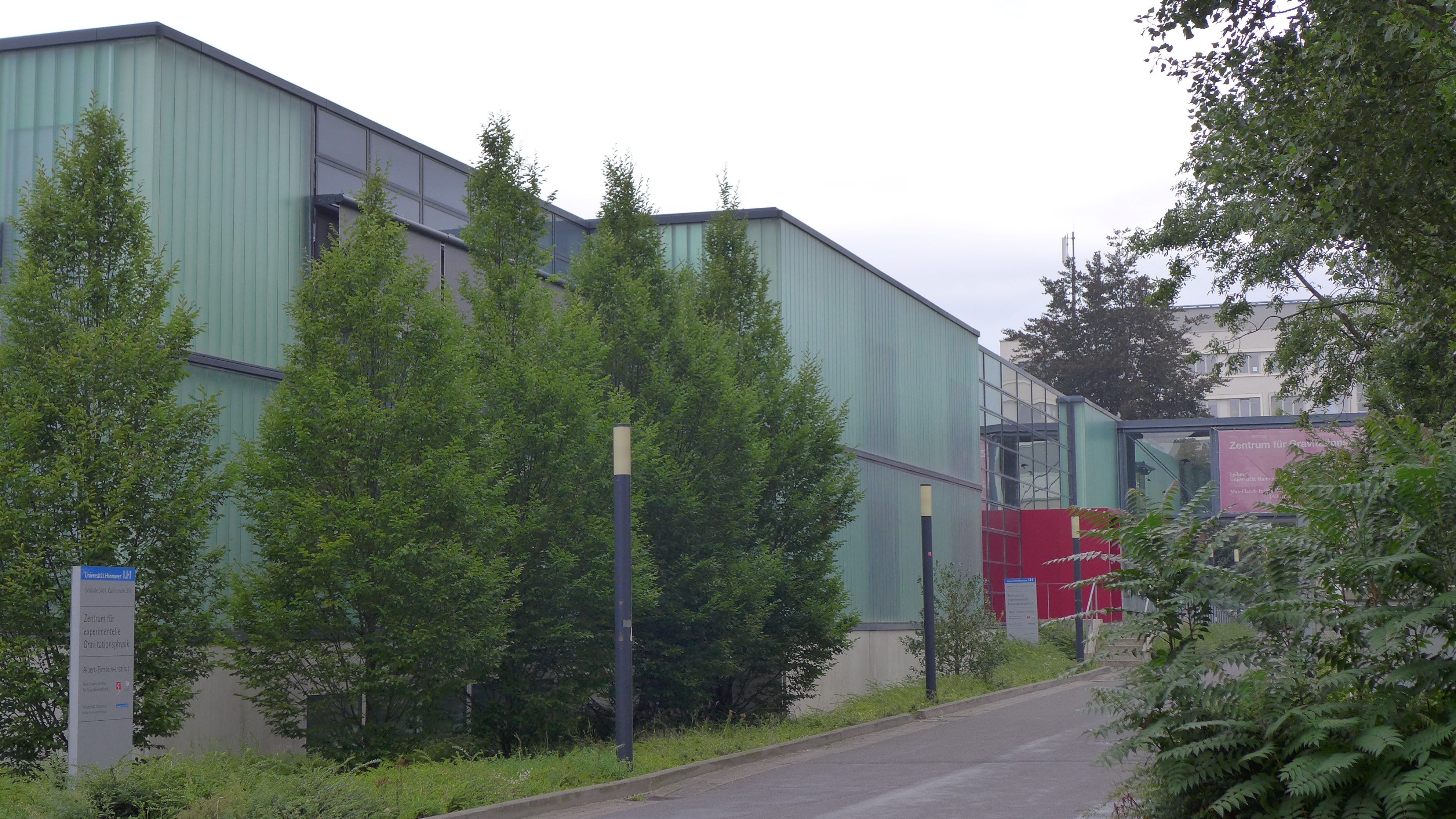
Інститут гравітаційної фізики Макса Планка в Ганновері.

З 1998 по 2015 рік інститут видавав оглядовий журнал з відкритим доступом Living Reviews in Relativity.

## Історія
Новостворений інститут розпочав свою роботу в квітні 1995 року. Від 1999 року він розміщений у Гольмі, районі Потсдама.
У 2002 році інститут відкрив в Університеті Ганновера філію, що спеціалізувалась на аналізі даних і розробці та експлуатації детекторів гравітаційних хвиль на Землі та в космосі. Ганноверський інститут створили на основі Інституту атомної та молекулярної фізики Університету Ганновера, який був заснований кафедрою фізики у 1979 році.

## Дослідження
Інститут займається дослідженнями в області загальної теорії відносності. Він охоплює теоретичну та експериментальну фізику гравітації, квантову гравітацію, багатоканальну астрономію та космологію. Інститут особливо сильно залучений до досліджень гравітаційно-хвильової астрономії: п'ять із шести відділів працюють над різними аспектами цієї галузі. Центральними темами досліджень є:
- моделювання джерел гравітаційних хвиль (подвійні нейтронні зорі, подвійні чорні діри, змішані подвійні системи, наднові з колапсом ядра)
- експериментальні роботи над детекторами гравітаційних хвиль — як на Землі, так і в космосі
- моделювання задачі двох тіл в загальній теорії відносності
- аналітичні та чисельні розв'язки рівнянь Ейнштейна
- розробка та впровадження алгоритмів аналізу даних для пошуку гравітаційних хвиль
- багатоканальні спостереження для визначення властивостей джерел гравітаційних хвиль
- пошук частинок та фундаментальних взаємодій за межами стандартної моделі

Науковці інституту також працюють над об'єднанням фундаментальних фізичних теорій — загальної теорії відносності та квантової механіки — в теорію квантової гравітації.

## Відділи
- Відділ астрофізичної та космологічної теорії відносності[4] в Потсдамі розв'язує задачу двох тіл у загальній теорії відносності аналітично та чисельно, а також передбачає сигнали гравітаційних хвиль, випромінюваних подвійними системами, що складаються з чорних дір і нейтронних зір. Співробітники відділу використовують ці моделі хвиль, щоб отримати астрофізичну та космологічну інформацію, а також перевірити загальну теорію відносності, використовуючи дані детекторів гравітаційних хвиль.
- Відділ обчислювальної релятивістської астрофізики[5] в Потсдамі вивчає злиття чорних дір або нейтронних зір і колапс зоряних ядер. Відділ також працює над фундаментальними аспектами загальної теорії відносності за допомогою чисельних методів.
- Відділ квантової гравітації та об'єднаних теорій[6] в Потсдам працює над розвитком квантової теорії гравітації, заснованої на конформній теорії поля, теорії струн, супергравітації та симетрії.
- Відділ лазерної інтерферометрії та астрономії гравітаційних хвиль[7] в Ганновері займається розробкою та експлуатацією детекторів гравітаційних хвиль на Землі та в космосі. Це включає лабораторні експерименти з квантової оптики та лазерної фізики.
- Відділ спостережної теорії відносності та космології[8] в Ганновері вивчає спостережні наслідки загальної теорії відносності, включно з пошуком і аналізом сигналів гравітаційних хвиль у даних наземних детекторів, а також проєкту Einstein@Home. Відділ також займається пошуками гамма- та радіопульсарів, теоретичними аспектами фізики чорних дір.
- Відділ прецизійної інтерферометрії та фундаментальних взаємодій[9] в Ганновері, зосереджений на LISA та інших космічних і наземних приладах для гравітаційно-хвильової астрономії, а також на пошуку фундаментальних взаємодій за межами стандартної моделі з використанням лазерних оптичних методів.

## Директори
- Брюс Аллен[en] (Ганновер, від 2007)
- Алессандра Буонанно (Потсдам, від 2014)
- Карстен Данцманн[de] (Ганновер, від 2002), заступник керуючого директора[10]
- Юрген Елерс[en] (Потсдам, директор-засновник, 1995—1998)
- Герхард Гуйскен[en] (Потсдам, 2002—2013)
- Гвідо Мюллер (Ганновер, від 2022)[11]
- Герман Ніколай[en] (Потсдам, 1997—2020)
- Бернард Шутц[en] (Потсдам, директор-засновник, 1995—2014)
- Масару Шибата (Потсдам, від 2018), керуючий директор[10]

## Незалежні дослідницькі групи

### Постійні незалежні дослідницькі групи
- Геометрія та гравітація[12] в Потсдамі. Ця дослідницька група досліджує фундаментальні питання теорії гравітації та суміжних фізичних теорій за допомогою математичних методів.
- Пошук безперервних гравітаційних хвиль[13] в Ганновері. Ця дослідницька група працює над пошуком поки що невиявлених неперервних гравітаційних хвиль, які очікуються від нейтронних зір, що швидко обертаються.

### Незалежні дослідницькі групи
- Спостереження злиттів подвійних систем та чисельна теорія відносності[14] в Ганновері. Незалежна дослідницька група працює над аналізом даних гравітаційних хвиль і прогнозуванням форм хвиль для сигналів від злиття чорних дір і нейтронних зір. Дослідження базуються на чисельному моделюванні цих процесів.
- Виняткова квантова гравітація[15] в Потсдамі. Ця дослідницька група фінансується грантом Європейської дослідницької ради. Її дослідження пов'язані з підходом до послідовної теорії квантової гравітації, заснованим на симетрії.
- Історична епістемологія Остаточної теорії[16] в Потсдамі. Ця дослідницька група зосереджена на історії пошуку теорії квантової гравітації. Група є спільною дослідницькою групою Інституту історії науки Макса Планка[en] в Берліні та Інституту гравітаційної фізики Макса Планка в Потсдамі.
- Багатоканальна астрофізика компактних подвійних систем[17] в Потсдамі вивчає випромінювання електромагнітних і гравітаційних хвиль від злиття подвійних нейтронних зір за допомогою чисельної теорії відносності.

## Партнерські групи Макса Планка
Партнерські групи Макса Планка проводять дослідження в галузях, що збігаються з галузями інституту. Вони створені для підтримки молодих науковців, які повертаються на батьківщину після наукового перебування в Інституті Макса Планка.
Інститут гравітаційної фізики Макса Планка має дві партнерські групи Макса Планка:
- в Індійському технологічному інституті в Канпурі[en] в Індії, яка співпрацює з відділом квантової гравітації та об'єднаних теорій
- в Цзіліньському університеті[en] в Китаї, яка співпрацює з відділом квантової гравітації та об'єднаних теорій

## Спільні проєкти

### LIGO і Virgo
В Ганновері та Потсдамі є дві групи LIGO Scientific Collaboration, які займаються теорією та аналізом даних детекторів LIGO та Virgo. В Ганновері розробили лазерну систему для нових детекторів LIGO у Генфорді та Лівінгстоні. На початку 2018 року дослідники в Ганновері розробили, побудували та допомогли встановити джерело стиснутого світла на детекторі Advanced Virgo, яке зменшило квантово-механічний фоновий шум приблизно на третину, підвищивши очікувану частоту виявлення злиття подвійних нейтронних зір на 26 %.

### Телескоп Ейнштейна
Дослідники інституту беруть участь у розробці Телескопа Ейнштейна, нового європейського детектора гравітаційних хвиль. Інститут Макса Планка в Ганновері є співголовою керівного комітету Телескопа Ейнштейна і розробляє лазерну технологію для прототипу Телескопа Ейнштейна в Маастрихті. Потсдамські дослідники роблять внесок у дослідження форми хвиль для детекторів гравітаційних хвиль третього покоління, таких як телескоп Ейнштейна.

### GEO600
Детектор гравітаційних хвиль GEO600 на південь від Ганновера розроблений та експлуатується вченими з Інституту гравітаційної фізики Макса Планка та Ганноверського університету імені Готфріда Лейбніца спільно з партнерами із Великої Британії.

### LISA Pathfinder
LISA Pathfinder була тестовою місією Європейського космічного агентства для космічного лазерного інтерферометра LISA. Він продемонстрував ключові технології для виявлення гравітаційних хвиль у космосі. Інститут гравітаційної фізики Макса Планка в Ганновері та Інститут гравітаційної фізики при Університеті Лейбніца в Ганновері відповідали за участь Німеччини в місії та координували її.
Дослідники Інституту Макса Планка та Університету Лейбніца в Ганновері спільно аналізували дані місії. Також вони відіграли провідну роль у розробці програмного забезпечення для аналізу даних LTPDA, інструментарію MATLAB.

### LISA
Космічну гравітаційно-хвильову обсерваторію LISA розробляє Європейське космічне агентство у співпраці з консорціумом наукових установ. Консорціум LISA очолює директор Інституту гравітаційної фізики Макса Планка Карстен Данцманн. В Ганновері й Потсдамі є групи консорціуму LISA. В Ганновері є великі лабораторії для експериментів з лазерними інтерферометрами для LISA.

### GRACE Follow-On
GRACE-FO — це супутникова геодезична місія, яка проводить детальні вимірювання гравітаційного поля Землі та його змін у просторі й часі за допомогою інтерферометричних вимірювань відстані між двома супутниками. Лазерний інтерферометр, який використовують для цієї задачі, був створений у результаті співпраці між НАСА та німецькими установами, очолюваними Інститутом гравітаційної фізики Макса Планка. Концепція приладу, його прототипи та технічні характеристики розроблені в Інституті гравітаційної фізики Макса Планка. Дослідники інституту брали участь у розробці та тестуванні льотного обладнання.

## Аспірантура
Інститут бере участь у двох міжнародних дослідницьких школах Макса Планка (англ. International Max Planck Research School, IMPRS) — аспірантурах, які Інститути Макса Планка проводять у партнерстві з місцевими університетами та за результатами навчання й захисту дисертації присвоюють ступінь доктора філософії.
IMPRS з математичних і фізичних аспектів гравітації, космології та квантової теорії поля співпрацює з Інститутом математики Потсдамського університету, Інститутом фізики Берлінського університету Гумбольдта, Індійським інститутом технології в Бомбеї, Ченнайським математичним інститутом та Інститутом теоретичної фізики Китайської Академії наук.
IMPRS з гравітаційно-хвильової астрономії проводиться в обох відділеннях: і в Ганновері, і в Потсдамі. Ганноверська філія співпрацює з Ганноверським університетом Лейбніца та Laser Zentrum Hannover eV. Потсдамська філія співпрацює з Берлінським університетом Гумбольдта, Потсдамським університетом та Потсдамським астрофізичним інститутом Лейбніца. Вона співпрацює з магістерською програмою з астрофізики в Потсдамському університеті, Astrophysics Network Potsdam, Інститутом теоретичної фізики Юкави в Кіотському університеті та Університетом Меріленду.

## Весняна школа Юргена Елерса
Інститут проводить щорічну двотижневу весняну школу для 40 іноземних студентів-математиків та фізиків. Щороку лекції, вправи та дискусії охоплюють різні галузі досліджень інституту. Лекції читають науковці інституту. Ця весняна школа заснована в 2000 році й названа на честь директора-засновника інституту Вісконсина Юргена Елерса.

## Популяризація науки

### Громадські заходи
Просвітницька діяльність інституту включає Дні відкритих дверей у потсдамському відділенні інституту та на детекторі гравітаційних хвиль GEO600, участь у Girls' Days та Future Days, науково-популярні виступи дослідників, участь у «November der Wissenschaft» у Ганновері, екскурсії інститутами, виступи науковців інституту у школах.

### Einstein Online
Інститут керує науково-популярним вебпорталом Einstein Online, який є гіпертекстовою мережею зі вступними та детальними статтями про теорію відносності Ейнштейна та її наслідки.

### Journalist in Residence
З 2018 року інститут пропонує науковим журналістам програму Journalist in Residence з метою покращення комунікації між журналістами та науковцями та глибшого розуміння досліджень інституту.

### Einstein@Home
Спільно з Університетом Вісконсину в Мілуокі інститут створив розподілений волонтерський обчислювальний проєкт Einstein@Home. Цей проєкт використовує обчислювальний час на комп'ютерах волонтерів для пошуку сигналів від обертових нейтронних зір у даних від детектора гравітаційних хвиль LIGO, від великих радіотелескопів і від космічного гамма-телескопа Фермі.